# Högbarock

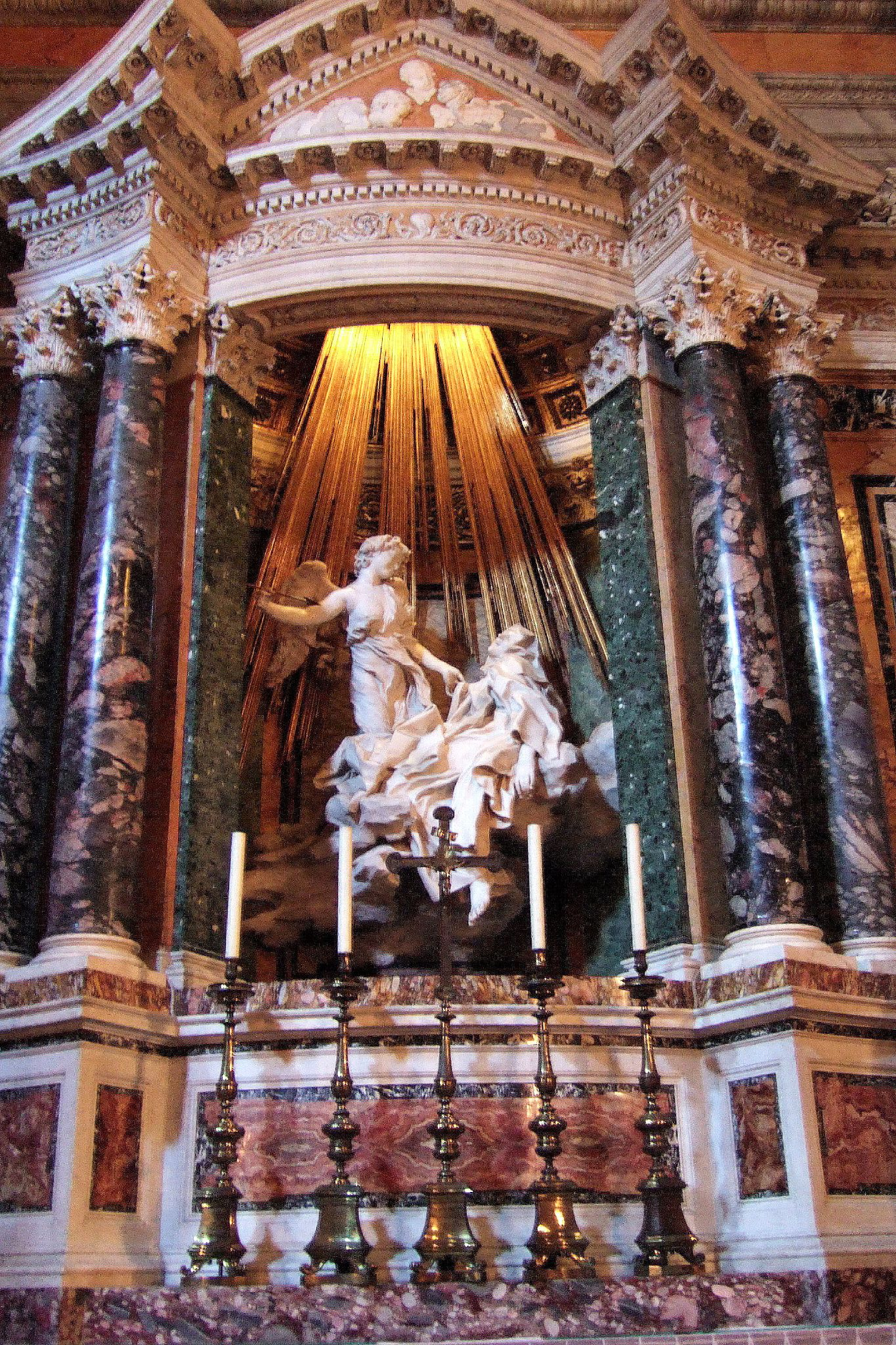
Exempel på romersk högbarock: Giovanni Lorenzo Berninis skulptur Den heliga Teresas extas i kyrkan Santa Maria della Vittoria i Rom (1647–1652).

Högbarocken varade i Italien från cirka 1625 till cirka 1675, en tidsperiod som i stort sett motsvaras av Giovanni Lorenzo Berninis verksamhet. Under dessa femtio år får barocken sitt mogna uttryck.
Inom arkitekturen är det Bernini samt Francesco Borromini och Pietro da Cortona som är de tongivande företrädarna. Skulpturkonsten domineras av Bernini och Alessandro Algardi samt i viss mån Ercole Ferrata, François Duquesnoy och Melchiorre Caffà. Inom måleriet återfinns framstående konstnärer som Pietro da Cortona, Baciccia och Andrea Pozzo.